# NGC 314
NGC 314 je galaksija u zviježđu Kipar.

## Vanjske poveznice
- SEDS: NGC 314